# Karl Adamek
Karl Adamek (Viena, 23 de juliol de 1910 - 8 de gener de 2000) fou un futbolista austríac de la dècada de 1930 i entrenador.
Pel que fa a clubs, destacà a Wiener AC, Austria Viena i Le Havre AC i de la selecció d'Àustria.
Com a entrenador dirigí, entre d'altres, l'IFK Norrköping, Austria Viena i Atalanta BC.